# Nati il 1º agosto

## I secolo a.C.(1)
- 10 a.C. - Claudio, imperatore romano († 54)

## II secolo(1)
- 126 - Pertinace, imperatore romano († 193)

## IX secolo(1)
- 845 - Sugawara no Michizane, poeta e politico giapponese († 903)

## XI secolo(1)
- 1068 - Aguda, imperatore cinese († 1123)

## XIV secolo(3)
- 1313 - Kōgon, imperatore giapponese († 1364)
- 1377 - Go-Komatsu, imperatore giapponese († 1433)
- 1385 - John FitzAlan, XIII conte di Arundel, nobile inglese († 1421)

## XV secolo(4)
- 1425 - Federico I del Palatinato, nobile tedesco († 1476)
- 1454 - Luigi di Challant, nobile italiano († 1487)
- 1492 - Wolfgang di Anhalt-Köthen, nobile tedesco († 1566)
- 1495 - Jan van Scorel, pittore olandese († 1562)

## XVI secolo(14)
- 1501 - Johann Glandorp, umanista, teologo e educatore tedesco († 1564)
- 1504 - Dorotea di Danimarca, principessa danese († 1547)
- 1513 - Cosimo Gheri, vescovo cattolico italiano († 1537)
- 1520 - Sigismondo II Augusto di Polonia, re polacco († 1572)
- 1530 - Daniele di Waldeck, militare tedesco († 1577)
- 1530 - Marco Antonio Pellegrini, avvocato e giurista italiano († 1616)
- 1552 - Isabella della Rovere, principessa italiana († 1619)
- 1555 - Edward Kelley, alchimista e glottoteta inglese († 1597)
- 1579 - Luis Vélez de Guevara, drammaturgo spagnolo († 1644)
- 1588 - François de La Mothe Le Vayer, filosofo, scrittore e letterato francese († 1672)
- 1589 - Alessandrina de Rye, nobildonna belga († 1666)
- 1592 - François Le Métel de Boisrobert, poeta e drammaturgo francese († 1662)
- 1599 - Lorenzo de' Medici, italiano († 1648)
- 1599 - Antonio Santacroce, cardinale e arcivescovo cattolico italiano († 1641)

## XVII secolo(10)
- 1611 - Hieronymus Francken III, pittore fiammingo
- 1614 - Neri Corsini, cardinale e arcivescovo cattolico italiano († 1678)
- 1614 - Cecilio Folli, medico italiano († 1682)
- 1626 - Sabbatai Zevi, mistico ottomano († 1676)
- 1627 - Luisa Cristina di Savoia-Carignano, principessa († 1689)
- 1630 - Thomas Clifford, I barone Clifford di Chudleigh, politico britannico († 1673)
- 1658 - Giorgio Corner, cardinale e arcivescovo cattolico italiano († 1722)
- 1658 - Pierre Joseph Garidel, medico e botanico francese († 1737)
- 1671 - Giovanni Antonio De Pieri, pittore italiano († 1751)
- 1679 - Pietro Domenico Olivero, pittore italiano († 1755)

## XVIII secolo(40)
- 1704 - Niccolò Piccinni, giurista e poeta italiano († 1768)
- 1708 - Gaetano Fantuzzi, cardinale italiano († 1778)
- 1713 - Carlo I di Brunswick-Wolfenbüttel, nobile († 1780)
- 1714 - Richard Wilson, pittore gallese († 1782)
- 1721 - Pierre-Augustin Guys, scrittore e viaggiatore francese († 1799)
- 1722 - Anne Marie Louise de La Tour d'Auvergne, nobile francese († 1739)
- 1723 - Rudolf Joseph von Edling, arcivescovo cattolico austriaco († 1803)
- 1728 - Edward Augustus Holyoke, medico e scienziato statunitense († 1829)
- 1730 - Frederick Hervey, IV conte di Bristol, vescovo anglicano e nobile britannico († 1803)
- 1733 - Richard Kirwan, biologo irlandese († 1812)
- 1734 - Michele Angelo Cianciulli, politico e nobile italiano († 1819)
- 1736 - George Harcourt, II conte Harcourt, nobile e mecenate inglese († 1809)
- 1738 - Jacques François Dugommier, generale francese († 1794)
- 1744 - Melchiorre Delfico, filosofo, economista e numismatico italiano († 1835)
- 1744 - Jean-Baptiste de Lamarck, naturalista, zoologo e botanico francese († 1829)
- 1745 - Richard Fitzwilliam, musicologo irlandese († 1816)
- 1746 - Maurizio Ignazio Fresia, generale e nobile italiano († 1826)
- 1755 - Giuseppe Antonio Capuzzi, compositore e violinista italiano († 1818)
- 1756 - Pierre-Louis Prieur, politico, avvocato e rivoluzionario francese († 1827)
- 1760 - Wilhelm Anton von Klewitz, politico prussiano († 1838)
- 1764 - Ann Willing, politica statunitense († 1801)
- 1766 - Filippo Francesco di Leyen, principe tedesco († 1829)
- 1768 - Karl Ludwig von Haller, scrittore e politico svizzero († 1854)
- 1770 - William Clark, esploratore statunitense († 1838)
- 1771 - Johann Philipp Achilles Leisler, naturalista tedesco († 1813)
- 1774 - Friedrich Guimpel, botanico, incisore e illustratore tedesco († 1839)
- 1776 - Archibald Acheson, II conte di Gosford, politico irlandese († 1849)
- 1776 - Francesca Scanagatta, militare italiana († 1864)
- 1778 - John Collins Warren, medico statunitense († 1856)
- 1779 - Lorenz Oken, naturalista, biologo e filosofo tedesco († 1851)
- 1782 - Eugène de Mazenod, vescovo cattolico francese († 1861)
- 1786 - Pio Augusto in Baviera, principe tedesco († 1837)
- 1787 - Eduard von Alvensleben, politico tedesco († 1876)
- 1787 - Edmond de Talleyrand-Périgord, nobile e generale francese († 1872)
- 1793 - John L. Gardner, generale statunitense († 1869)
- 1794 - Leopold August Warnkönig, giurista tedesco († 1866)
- 1796 - François Désiré Roulin, naturalista, medico e illustratore francese († 1874)
- 1799 - Contessa di Ségur, scrittrice russa († 1874)
- 1799 - Michael Joseph François Scheidweiler, botanico belga († 1861)
- 1800 - Ernst Ortlepp, poeta tedesco († 1864)

## XIX secolo(147)
- 1801 - Emilio Santarelli, scultore italiano († 1886)
- 1801 - Philipp Spitta, poeta tedesco († 1859)
- 1802 - Angelo Borbonese, nobile italiano († 1871)
- 1802 - Jacob P. Chamberlain, agricoltore, mercante e politico statunitense († 1878)
- 1804 - Comtesse Dash, scrittrice francese († 1872)
- 1804 - Bernardo Ugo, militare italiano († 1863)
- 1808 - Aurora Karamzin, nobildonna svedese († 1902)
- 1809 - Giovanni Battista Candotti, compositore, organista e presbitero italiano († 1876)
- 1809 - Pietro De Angelis, politico italiano († 1881)
- 1809 - Elisha Foote, giudice, inventore e matematico statunitense († 1883)
- 1811 - Karl von Blumenthal, generale tedesco († 1903)
- 1812 - Luigi Guglielmo di Bentheim e Steinfurt, principe tedesco († 1890)
- 1812 - Rudolf Apponyi von Nagy-Appony, diplomatico e nobile austriaco († 1876)
- 1812 - Jean-Baptiste-François Pitra, cardinale e vescovo cattolico francese († 1889)
- 1814 - Ivan Sergeevič Gagarin, presbitero, teologo e scrittore russo († 1882)
- 1815 - Richard Henry Dana Jr., scrittore e navigatore statunitense († 1882)
- 1815 - Honoré Jacquinot, chirurgo e zoologo francese († 1887)
- 1817 - Adolfo I di Schaumburg-Lippe, principe († 1893)
- 1817 - Richard Dadd, pittore britannico († 1886)
- 1818 - Maria Mitchell, astronoma statunitense († 1889)
- 1819 - Augustus Gregory, esploratore inglese († 1905)
- 1819 - Herman Melville, scrittore, poeta e critico letterario statunitense († 1891)
- 1820 - Gaetano Moscuzza, politico italiano († 1909)
- 1823 - Bernardino Maceri, politico italiano († 1871)
- 1825 - Mikuláš Štefan Ferienčík, giornalista, scrittore e attivista slovacco († 1881)
- 1830 - Giovanni Battista Bongiorno, vescovo cattolico italiano († 1901)
- 1830 - August von Rothmund, oculista tedesco († 1906)
- 1831 - Antonio Cotogni, baritono italiano († 1918)
- 1833 - Gilbert Carlton Walker, politico statunitense († 1885)
- 1836 - Nicola del Giappone, monaco cristiano e teologo russo († 1912)
- 1836 - Elizabeth Pulman, fotografa neozelandese († 1900)
- 1838 - Luigi di Borbone-Due Sicilie, nobile italiano († 1886)
- 1839 - Maria Lucrezia Zileri dal Verme, religiosa italiana († 1923)
- 1840 - Franz Simandl, contrabbassista e pedagogista ceco († 1912)
- 1841 - Eduard Herzog, vescovo vetero-cattolico svizzero († 1924)
- 1843 - Robert Todd Lincoln, politico e militare statunitense († 1926)
- 1843 - Emil Schallopp, scacchista tedesco († 1919)
- 1844 - Levi Ankeny, politico statunitense († 1921)
- 1844 - Gustav Albert Schwalbe, antropologo tedesco († 1916)
- 1846 - Chikako, principessa Kazu, principessa giapponese († 1877)
- 1846 - Tito Pasqui, agronomo e politico italiano († 1925)
- 1846 - Augusto Witting, ammiraglio e scrittore italiano († 1924)
- 1847 - Thomas James Conaty, vescovo cattolico irlandese († 1915)
- 1848 - Francesco Antonio d'Arco, imprenditore e politico italiano († 1917)
- 1848 - Jesper Jespersen, compositore di scacchi danese († 1914)
- 1849 - Aleksandr Konstantinovič Benkendorf, diplomatico russo († 1917)
- 1849 - Alfonso De Blasio, magistrato e politico italiano († 1930)
- 1849 - Vittore Deliliers, tenore italiano († 1932)
- 1852 - Wilhelm von Bismarck, politico, militare e nobile tedesco († 1901)
- 1853 - Willoughby Dayton Miller, medico, microbiologo e odontoiatra statunitense († 1907)
- 1855 - Thomas Commerford, attore statunitense († 1920)
- 1855 - Luigi Serena, pittore italiano († 1911)
- 1855 - Giovanni Sottocornola, pittore e restauratore italiano († 1917)
- 1856 - Daniel Hernández Morillo, pittore peruviano († 1932)
- 1857 - Francesco Gabrielli, pedagogista italiano († 1899)
- 1858 - Coulson Kernahan, scrittore e poeta inglese († 1943)
- 1858 - Hans Rott, compositore e organista austriaco († 1884)
- 1859 - Pasquale Meomartini, generale e politico italiano († 1934)
- 1860 - Cesare Formilli, pittore e illustratore italiano († 1942)
- 1861 - Ivar Otto Bendixson, matematico svedese († 1935)
- 1862 - M. R. James, scrittore, storico e medievista britannico († 1936)
- 1863 - Gaston Doumergue, politico francese († 1937)
- 1865 - René Englebert, tiratore a segno belga
- 1865 - Eugenio di Svezia, principe svedese († 1947)
- 1865 - Isobel Lilian Gloag, pittrice inglese († 1917)
- 1865 - Frank Grant, giocatore di baseball statunitense († 1937)
- 1865 - Alfred Hoche, psichiatra tedesco († 1943)
- 1865 - Clarence Madison Dally, ingegnere statunitense († 1904)
- 1865 - Adolf Piotr Szelążek, vescovo cattolico polacco († 1950)
- 1865 - Eugen von Knilling, politico tedesco († 1927)
- 1867 - William Speirs Bruce, esploratore britannico († 1921)
- 1868 - Jules-Gustave Besson, pittore francese († 1942)
- 1868 - Mario Bezzi, entomologo italiano († 1927)
- 1869 - Morris Hillquit, avvocato e politico statunitense († 1933)
- 1870 - Il'ja Ivanovič Ivanov, biologo russo († 1932)
- 1871 - Eduard von Winterstein, attore tedesco († 1961)
- 1873 - Tom Alexander, calciatore nordirlandese († 1939)
- 1873 - Guelfo Civinini, scrittore, poeta e giornalista italiano († 1954)
- 1873 - François Delibes, schermidore francese
- 1873 - Ernest Ebbage, tiratore di fune britannico († 1943)
- 1873 - Syd King, calciatore e allenatore di calcio inglese († 1933)
- 1873 - Giulio Mongeri, architetto italiano († 1951)
- 1874 - Augustus Phillips, attore statunitense († 1944)
- 1874 - Anton Reichenow, ornitologo tedesco († 1941)
- 1874 - Jimmy Tremeer, ostacolista e giavellottista britannico († 1951)
- 1875 - Herman Georges Berger, schermidore francese († 1924)
- 1875 - Madlaine Traverse, attrice statunitense († 1964)
- 1876 - Arthur Lyon, schermidore statunitense († 1952)
- 1876 - Sidney Robinson, siepista e mezzofondista britannico († 1959)
- 1877 - Georg Hackenschmidt, wrestler, strongman e scrittore estone († 1968)
- 1877 - Charlotte Hughes, supercentenaria britannica († 1993)
- 1877 - Fritz Spira, attore e cantante austriaco († 1943)
- 1877 - Carl Wiegand, ginnasta tedesco († 1917)
- 1878 - Konstantinos Logothetopoulos, politico greco († 1961)
- 1878 - José Pedro Montero, politico paraguaiano († 1927)
- 1879 - Francesco Beguinot, orientalista italiano († 1953)
- 1879 - Massimo Pilotti, giurista e magistrato italiano († 1962)
- 1879 - Luigi Rigorini, pittore italiano († 1956)
- 1880 - Rosalia Gwis Adami, attivista, scrittrice e traduttrice italiana († 1930)
- 1880 - Hans Nordvik, tiratore a segno norvegese († 1960)
- 1881 - Stefano Cavazzoni, politico italiano († 1951)
- 1881 - Rose Macaulay, scrittrice britannica († 1958)
- 1881 - Otto Toeplitz, matematico tedesco († 1940)
- 1883 - Luigi Amato, generale italiano († 1964)
- 1883 - August Lindgren, tuffatore e calciatore danese († 1946)
- 1883 - Luigi Sacco, crittanalista e generale italiano († 1970)
- 1885 - George Charles de Hevesy, chimico ungherese († 1966)
- 1886 - Lajos Csatay, generale e politico ungherese († 1944)
- 1886 - Sisto di Borbone-Parma, militare spagnolo († 1934)
- 1887 - Aldo Andreani, architetto e scultore italiano († 1971)
- 1888 - Luigi Boffi, calciatore italiano († 1915)
- 1888 - Marx Dormoy, politico francese († 1941)
- 1888 - Charles Winslow, tennista sudafricano († 1963)
- 1889 - Walther Gerlach, fisico tedesco († 1979)
- 1890 - Helen Balfour Morrison, fotografa statunitense († 1984)
- 1890 - Alberigo Oreste Talarico, medico e politico italiano († 1952)
- 1891 - Karl Kobelt, politico svizzero († 1968)
- 1892 - Jean-Marie Barat, calciatore francese († 1956)
- 1892 - Bert Sas, militare e funzionario olandese († 1948)
- 1892 - Kinsan Ginsan, personaggio televisivo, cantante e centenaria giapponese († 2000)
- 1893 - Alessandro di Grecia, sovrano greco († 1920)
- 1893 - William Scott, attore statunitense († 1967)
- 1893 - Mario Vodret, architetto italiano († 1948)
- 1894 - Stanley Blystone, attore statunitense († 1956)
- 1894 - Ottavio Bottecchia, ciclista su strada italiano († 1927)
- 1894 - Juan Filloy, scrittore argentino († 2000)
- 1894 - Kurt Wintgens, aviatore e ufficiale tedesco († 1916)
- 1895 - John Frederick Boyce Combe, generale britannico († 1967)
- 1895 - Vettese Guerino, fisarmonicista francese († 1952)
- 1895 - Giovanni Manurita, tenore e attore italiano († 1984)
- 1896 - Erle C. Kenton, regista cinematografico statunitense († 1980)
- 1896 - Maria Bona di Savoia-Genova, principessa e scultrice italiana († 1971)
- 1897 - Lya Mara, ballerina lettone († 1960)
- 1897 - Héctor Méndez, pugile argentino († 1977)
- 1898 - Alberto Acquacalda, militare e attivista italiano († 1921)
- 1898 - Gérard Delbeke, calciatore e allenatore di calcio belga († 1984)
- 1898 - Pearl Eaton, attrice e ballerina statunitense († 1958)
- 1898 - Stepan Kajukov, attore sovietico († 1960)
- 1898 - Mario Radice, pittore italiano († 1987)
- 1898 - Morris Stoloff, compositore statunitense († 1980)
- 1898 - Thomas Wilkinson, militare britannico († 1942)
- 1899 - Jimmie Angel, aviatore e esploratore statunitense († 1956)
- 1899 - Salvatore Barberi, politico italiano († 1994)
- 1899 - Kamala Nehru, attivista indiana († 1936)
- 1899 - Vojtech Neményi, pallanuotista cecoslovacco († 1945)
- 1899 - William Steinberg, direttore d'orchestra tedesco († 1978)
- 1900 - Stefanie Clausen, tuffatrice danese († 1981)

## XX secolo(949)
- 1901 - Pedro Aleixo, politico e avvocato brasiliano († 1975)
- 1901 - Gérard Blitz, nuotatore e pallanuotista belga († 1979)
- 1901 - Francisco Guilledo, pugile filippino († 1925)
- 1901 - Giuseppe Liguori, politico italiano († 1978)
- 1901 - Angelo Meli, presbitero, storico e scrittore italiano († 1970)
- 1902 - Giuseppe Balbo, pittore italiano († 1980)
- 1902 - André Berry, scrittore francese († 1986)
- 1902 - Lola Iturbe, anarchica e pubblicista spagnola († 1990)
- 1902 - Per Kaufeldt, calciatore e allenatore di calcio svedese († 1956)
- 1902 - Harold D. Schuster, regista e montatore statunitense († 1986)
- 1902 - Josef Čapek, calciatore cecoslovacco († 1983)
- 1903 - Thomas D'Alesandro Jr., politico statunitense († 1987)
- 1903 - Corrado Fatta, storico italiano († 1979)
- 1903 - Paul Horgan, scrittore statunitense († 1995)
- 1903 - Helena Nordheim, ginnasta olandese († 1943)
- 1903 - Rezső Soó, botanico ungherese († 1980)
- 1904 - Enzio Enrique Serafini, calciatore brasiliano († 1980)
- 1904 - R. R. Winterbotham, scrittore statunitense († 1971)
- 1905 - Paolo De Poli, artista italiano († 1996)
- 1905 - Rudolf Dilong, poeta e presbitero slovacco († 1986)
- 1905 - Giuseppe Ferrera, maratoneta italiano († 1964)
- 1905 - Helen Sawyer Hogg, astronoma canadese († 1993)
- 1905 - Pietro Lecciso, politico e avvocato italiano († 1983)
- 1905 - Giuseppina Panzica, patriota italiana († 1976)
- 1905 - Ada Vojcik, attrice sovietica († 1982)
- 1906 - William Keith Chambers Guthrie, storico della filosofia britannico († 1981)
- 1906 - Guglielmo Panzetti, calciatore italiano
- 1906 - Judith Wood, attrice statunitense († 2002)
- 1906 - Robert de Nesle, produttore cinematografico francese († 1978)
- 1907 - Maurice Bardèche, saggista, giornalista e critico d'arte francese († 1998)
- 1907 - Augusto Pettenò, partigiano italiano († 1981)
- 1907 - Angelo Pellegrino Sbardellotto, anarchico italiano († 1932)
- 1907 - Eric Shipton, alpinista e esploratore britannico († 1977)
- 1907 - Marga von Etzdorf, aviatrice tedesca († 1933)
- 1908 - William Ling, arbitro di calcio inglese († 1984)
- 1908 - Elio Luxardo, fotografo italiano († 1969)
- 1909 - Jim Carmichael, animatore e doppiatore statunitense († 1988)
- 1909 - Einar Karlsson, calciatore svedese († 1967)
- 1909 - Archimede Orlandini, liutaio italiano († 1998)
- 1909 - Sibyl M. Rock, matematica statunitense († 1981)
- 1910 - Henri Mouillefarine, pistard francese († 1994)
- 1910 - Raymond A. Palmer, curatore editoriale e scrittore di fantascienza statunitense († 1977)
- 1910 - Gerda Taro, fotografa tedesca († 1937)
- 1910 - Pellegrino Claudio Sestieri, archeologo italiano († 1973)
- 1911 - Louis Dumont, antropologo francese († 1998)
- 1911 - Pericle Felici, cardinale e arcivescovo cattolico italiano († 1982)
- 1911 - Sergio Paganella, cestista, allenatore di pallacanestro e imprenditore italiano († 1992)
- 1911 - Giuseppe Scategni, calciatore e allenatore di calcio italiano († 1963)
- 1912 - Roberto Allemandi, calciatore argentino
- 1912 - Rachel Baes, pittrice belga († 1983)
- 1912 - Milo Campari, calciatore italiano († 1975)
- 1912 - Gabriella Degli Esposti, antifascista e partigiana italiana († 1944)
- 1912 - Frank Edmondson, astronomo statunitense († 2008)
- 1912 - Henry Jones, attore statunitense († 1999)
- 1912 - John Ormento, mafioso statunitense († 1974)
- 1913 - Heinz Ellenberg, ecologo, biologo e botanico tedesco († 1997)
- 1913 - Hajo Herrmann, aviatore tedesco († 2010)
- 1913 - Evdokija Rjabuškina, cestista sovietica († 2006)
- 1913 - Enrico Schievano, militare e aviatore italiano († 1937)
- 1914 - Cecil Allen, calciatore nordirlandese († 2003)
- 1914 - Jack Delano, fotografo statunitense († 1997)
- 1914 - Vittorio Filippini, architetto italiano († 1974)
- 1914 - Mario Musolesi, partigiano italiano († 1944)
- 1914 - Elvezio Ortali, calciatore italiano († 2000)
- 1914 - Piero Romagnolo, calciatore italiano
- 1914 - J. Lee Thompson, regista, sceneggiatore e produttore cinematografico britannico († 2002)
- 1914 - Bruno Visentini, politico, avvocato e dirigente d'azienda italiano († 1995)
- 1915 - Bruno Beneck, giornalista, regista e dirigente sportivo italiano († 2003)
- 1915 - Nikita Elysséeff, linguista e orientalista francese († 1997)
- 1915 - Alfonso Weber, calciatore svizzero († 1992)
- 1916 - Fiorenzo Angelini, cardinale e arcivescovo cattolico italiano († 2014)
- 1916 - Giuseppe Bertini, presbitero, partigiano e antifascista italiano († 1944)
- 1916 - Olimpio Bizzi, ciclista su strada italiano († 1976)
- 1916 - Bob Gerber, cestista statunitense († 2002)
- 1916 - Edna Hughes, nuotatrice britannica († 1990)
- 1916 - Anne Hébert, scrittrice, poetessa e sceneggiatrice canadese († 2000)
- 1916 - Giuseppe Masini, regista e sceneggiatore italiano († 1970)
- 1916 - Enrico Rebeggiani, militare italiano († 1942)
- 1916 - Georges Stockly, cestista svizzero († 1984)
- 1917 - Maurizio Corgnati, regista cinematografico, regista televisivo e critico d'arte italiano († 1992)
- 1917 - Petey Scalzo, pugile statunitense († 1993)
- 1918 - Mario López, poeta e pittore spagnolo († 2003)
- 1918 - Alberto Vigevani, scrittore, editore e critico teatrale italiano († 1999)
- 1919 - Ed Bruneteau, hockeista su ghiaccio e allenatore di hockey su ghiaccio canadese († 2002)
- 1919 - Jack Butterfield, dirigente sportivo canadese († 2010)
- 1919 - Armand Cure, cestista e giocatore di football americano statunitense († 2003)
- 1919 - Stanley Middleton, scrittore britannico († 2009)
- 1919 - Tullio Piacentini, regista, sceneggiatore e giornalista italiano († 2005)
- 1919 - Franjo Šoštarić, calciatore jugoslavo († 1975)
- 1919 - Aldo Visalberghi, pedagogista, politico e partigiano italiano († 2007)
- 1920 - Angiolo Gracci, partigiano, politico e avvocato italiano († 2004)
- 1920 - Bent Hansen, economista danese († 2002)
- 1920 - Henrietta Lacks, statunitense († 1951)
- 1920 - Samuel Lee, tuffatore statunitense († 2016)
- 1920 - Cleanto Marcon, militare italiano († 2011)
- 1920 - Thomas McGuire, militare e aviatore statunitense († 1945)
- 1920 - Panos Papadopulos, attore greco († 2001)
- 1920 - Ugo Piccinini, militare italiano († 1942)
- 1920 - José Salah, pallanuotista cileno
- 1920 - Fausto Saraceni, produttore cinematografico, regista e sceneggiatore italiano († 2000)
- 1920 - Zhou Xuan, cantante e attrice cinese († 1957)
- 1921 - Per Gunnar Berlin, lottatore svedese († 2011)
- 1921 - George Büchi, chimico svizzero († 1998)
- 1921 - Lili Chookasian, contralto statunitense († 2012)
- 1921 - Galip Haktanır, calciatore e allenatore di calcio turco († 2023)
- 1921 - Jack Kramer, tennista statunitense († 2009)
- 1921 - Danilo Nannini, pasticciere, imprenditore e dirigente sportivo italiano († 2007)
- 1922 - Dorothy Dalton, ginnasta statunitense († 1973)
- 1922 - Arthur Hill, attore canadese († 2006)
- 1922 - Paul Lambert, attore statunitense († 1997)
- 1922 - Cristóbal Martínez-Bordiú, X marchese di Villaverde, nobile e chirurgo spagnolo († 1998)
- 1922 - Nello Mason, calciatore italiano
- 1922 - Mauro Spagnoletti, educatore, storico e giornalista italiano († 1991)
- 1922 - Danny Wagner, cestista statunitense († 1997)
- 1923 - Marcello Baldi, regista e sceneggiatore italiano († 2008)
- 1923 - Dino Battaglia, fumettista italiano († 1983)
- 1923 - Jean Prat, rugbista a 15 e allenatore di rugby a 15 francese († 2005)
- 1923 - Egon Sendler, presbitero e religioso tedesco († 2014)
- 1924 - Abd Allah dell'Arabia Saudita, re saudita († 2015)
- 1924 - Tally Brown, attrice e cantante statunitense († 1989)
- 1924 - Georges Charpak, fisico polacco († 2010)
- 1924 - Frank Havens, canoista statunitense († 2018)
- 1924 - Marcia Mae Jones, attrice statunitense († 2007)
- 1924 - K.S. Karol, giornalista e scrittore polacco († 2014)
- 1924 - Michael Stewart, commediografo e librettista statunitense († 1987)
- 1924 - John Clive Ward, fisico australiano († 2000)
- 1925 - Michele Catalano, ex calciatore italiano
- 1925 - Renata Fronzi, attrice brasiliana († 2008)
- 1925 - Pam Gems, drammaturga britannica († 2011)
- 1925 - Mario Giacomelli, tipografo, fotografo e pittore italiano († 2000)
- 1925 - Massimo Gizzio, partigiano italiano († 1944)
- 1925 - Angela Goodwin, attrice italiana († 2016)
- 1925 - Ernst Jandl, poeta, scrittore e traduttore austriaco († 2000)
- 1925 - Medea Jugeli, ginnasta sovietica († 2016)
- 1925 - Sebastiano Ledda, militare italiano
- 1925 - Mario Martelli, filologo e critico letterario italiano († 2007)
- 1925 - Gastone Novelli, pittore e docente italiano († 1968)
- 1926 - Luciano Cremonese, ciclista su strada italiano († 1963)
- 1926 - George Hauptfuhrer, cestista statunitense († 2013)
- 1926 - Virgilio Lai, fotografo italiano († 2009)
- 1926 - Barry Long, scrittore australiano († 2003)
- 1926 - Marc Peirone, cestista francese († 2013)
- 1926 - Elinor Ross, soprano statunitense († 2020)
- 1926 - Silvio Spaccesi, attore e doppiatore italiano († 2015)
- 1927 - André Cools, politico belga († 1991)
- 1927 - Gino Giugni, politico e giurista italiano († 2009)
- 1927 - Jean-Pierre Torrell, presbitero e teologo francese
- 1928 - Fulvio Lucisano, produttore cinematografico, produttore televisivo e imprenditore italiano
- 1928 - Maria Scutti, atleta paralimpica, schermitrice e tennistavolista italiana († 2005)
- 1928 - Michael Sinelnikoff, attore britannico († 2024)
- 1928 - Umberto Turco, scenografo italiano († 2003)
- 1929 - Leila Abashidze, attrice, regista e scrittrice georgiana († 2018)
- 1929 - Hafizullah Amin, politico afghano († 1979)
- 1929 - Giorgio Bondi, politico italiano
- 1929 - Rinaldo Caressa, pittore italiano († 2009)
- 1929 - Enrico Colombo, sceneggiatore e produttore cinematografico italiano († 2012)
- 1929 - Fernando Fusco, fumettista e pittore italiano († 2015)
- 1929 - Howard Garfinkel, dirigente sportivo statunitense († 2016)
- 1929 - Josef Homeyer, vescovo cattolico tedesco († 2010)
- 1929 - Camillo Milli, attore italiano († 2022)
- 1930 - Eugene Kornel Balon, ittiologo e scrittore canadese († 2013)
- 1930 - Lionel Bart, compositore e librettista inglese († 1999)
- 1930 - Mara Lane, attrice austriaca († 2014)
- 1930 - Pierre Bourdieu, sociologo e antropologo francese († 2002)
- 1930 - Julie Bovasso, attrice statunitense († 1991)
- 1930 - Lawrence Eagleburger, politico statunitense († 2011)
- 1930 - Ernesto Fonseca Carrillo, criminale messicano
- 1930 - Károly Grósz, politico ungherese († 1996)
- 1930 - Geoffrey Holder, attore, coreografo e regista teatrale trinidadiano († 2014)
- 1930 - Predrag Marković, calciatore jugoslavo († 1979)
- 1931 - Lucien Blackwell, politico statunitense († 2003)
- 1931 - Harold Connolly, martellista statunitense († 2010)
- 1931 - Dino da Costa, calciatore brasiliano († 2020)
- 1931 - Ramblin' Jack Elliott, musicista statunitense
- 1931 - Cor van der Gijp, calciatore olandese († 2022)
- 1931 - Sunthorn Kongsompong, militare e politico thailandese († 1999)
- 1931 - Pietro Marascalchi, lottatore e attore italiano († 2019)
- 1931 - Jean Morlet, geofisico francese († 2007)
- 1931 - Åsbjørn Skjærpe, calciatore norvegese († 1994)
- 1931 - Roland Stoltz, hockeista su ghiaccio svedese († 2001)
- 1931 - Seán Ó Riada, compositore e direttore d'orchestra irlandese († 1971)
- 1932 - Carlo Barbera, politico italiano († 2000)
- 1932 - Norman Bowler, attore britannico
- 1932 - Giulio Gabrielli, alpinista italiano († 1959)
- 1932 - Bobby Isaac, pilota automobilistico statunitense († 1977)
- 1932 - Meir Kahane, rabbino e politico statunitense († 1990)
- 1932 - Salvador Martins, ex calciatore portoghese
- 1932 - Grizzly Smith, wrestler statunitense († 2010)
- 1932 - Mauriene Smithson, cestista statunitense († 2007)
- 1933 - Ruggero Chiesa, chitarrista e insegnante italiano († 1993)
- 1933 - Dom DeLuise, attore, regista e doppiatore statunitense († 2009)
- 1933 - Masaichi Kaneda, giocatore di baseball e allenatore di baseball giapponese († 2019)
- 1933 - Ko Un, poeta, scrittore e saggista sudcoreano
- 1933 - Meena Kumari, attrice e poetessa indiana († 1972)
- 1933 - Iris Love, archeologa statunitense († 2020)
- 1933 - Toni Negri, filosofo, politologo e attivista italiano († 2023)
- 1933 - Jack Patera, giocatore di football americano e allenatore di football americano statunitense († 2018)
- 1933 - Maria Venturi, scrittrice, giornalista e autrice televisiva italiana († 2024)
- 1933 - Piero Luigi Vigna, magistrato italiano († 2012)
- 1934 - Hermann Baumann, cornista e insegnante tedesco († 2023)
- 1934 - Sergio Campana, calciatore e avvocato italiano († 2025)
- 1934 - Sam Giammalva, ex tennista statunitense
- 1934 - Lothar Meyer, calciatore tedesco orientale († 2002)
- 1934 - Aldo Romano, fisico e economista italiano († 2015)
- 1935 - John Fraser, ex tennista australiano
- 1935 - Franco Marenco, critico letterario e anglista italiano
- 1935 - Paolo Nuvoli, politico italiano
- 1936 - Claudio Baggini, vescovo cattolico italiano († 2015)
- 1936 - Michel Béguelin, politico e sindacalista svizzero
- 1936 - Brian Fagan, egittologo e antropologo britannico († 2025)
- 1936 - William Donald Hamilton, biologo britannico († 2000)
- 1936 - Giacomo Maccheroni, politico italiano († 2024)
- 1936 - Yves Saint Laurent, stilista francese († 2008)
- 1936 - Gérard Xuriguera, scrittore e critico d'arte francese
- 1937 - Barry Barnes, compositore di scacchi inglese
- 1937 - Christian Bernadac, giornalista e scrittore francese († 2003)
- 1937 - Joe Buckhalter, cestista e allenatore di pallacanestro statunitense († 2013)
- 1937 - Al D'Amato, politico statunitense
- 1937 - Tseten Dolma, cantante e soprano tibetana
- 1937 - Umberto Guarnieri, ammiraglio e dirigente d'azienda italiano
- 1937 - Sergio Nasca, regista e sceneggiatore italiano († 1989)
- 1937 - Michele Perriera, scrittore e regista italiano († 2010)
- 1937 - Fulvio Scaparro, psicologo e psicoterapeuta italiano
- 1938 - Jacques Diouf, politico e diplomatico senegalese († 2019)
- 1938 - Arlette Faidiga, nuotatrice italiana († 2023)
- 1938 - Antonio Fiore, pittore italiano
- 1938 - Hrvoje Jukić, calciatore jugoslavo († 2006)
- 1938 - Chick McIlroy, ex pallanuotista statunitense
- 1938 - Paddy Moloney, musicista e produttore discografico irlandese († 2021)
- 1938 - Umberto Provasi, calciatore e allenatore di calcio italiano († 2023)
- 1938 - Stelvio Rosi, attore e produttore cinematografico italiano († 2018)
- 1938 - Giuseppe Sacco, economista e saggista italiano
- 1938 - Edward Sokoine, politico tanzaniano († 1984)
- 1938 - Xiao Yang, magistrato e politico cinese († 2019)
- 1938 - Yaşar Yakış, politico e diplomatico turco († 2024)
- 1939 - Gennadij Androsov, nuotatore sovietico († 2016)
- 1939 - Anatol Grinţescu, pallanuotista e allenatore di pallanuoto rumeno († 2014)
- 1939 - Terry Kiser, attore statunitense
- 1939 - Stefano Podestà, economista e politico italiano
- 1939 - Bobby Rivard, hockeista su ghiaccio canadese († 2023)
- 1939 - Robert James Waller, scrittore e docente statunitense († 2017)
- 1939 - Vladimir Evgen'evič Zacharov, fisico, matematico e poeta russo († 2023)
- 1940 - Umberto Cecchi, giornalista e scrittore italiano
- 1940 - Paolo Guzzanti, giornalista, politico e saggista italiano
- 1940 - Danielle Mazzonis, politica italiana
- 1940 - Andrea Mingardi, cantautore e scrittore italiano
- 1940 - June Palmer, modella e attrice britannica († 2004)
- 1940 - Giampiero Vitali, calciatore, allenatore di calcio e dirigente sportivo italiano († 2001)
- 1940 - Arnold Othmar Wieland, teologo italiano
- 1941 - Ron Brown, politico statunitense († 1996)
- 1941 - Frederick Busch, scrittore statunitense († 2006)
- 1941 - Nathalie Delon, attrice e regista francese († 2021)
- 1941 - Krista Fanedl, ex sciatrice alpina slovena
- 1941 - Ján Hummel, ex cestista cecoslovacco
- 1941 - Michael Ledeen, storico e giornalista statunitense († 2025)
- 1941 - Ney Matogrosso, cantante, danzatore e attore brasiliano
- 1941 - Étienne Roda-Gil, poeta francese († 2004)
- 1941 - Jordi Savall, gambista, violoncellista e direttore d'orchestra spagnolo
- 1941 - Sue Wilkins Myrick, politica statunitense
- 1942 - Kent Andersson, pilota motociclistico svedese († 2006)
- 1942 - Piero Bellotti, lottatore italiano († 2022)
- 1942 - Jerry Garcia, chitarrista, cantante e compositore statunitense († 1995)
- 1942 - Giancarlo Giannini, attore, doppiatore e regista italiano
- 1942 - Jean-Marie Jouaret, cestista francese († 2023)
- 1942 - Maurice McHartley, ex cestista statunitense
- 1942 - Alfredo Pizzo Greco, artista italiano († 2013)
- 1942 - Adriano Sofri, scrittore, opinionista e attivista italiano
- 1943 - Teresilla Barillà, religiosa italiana († 2005)
- 1943 - Beatrice Bracco, attrice e regista teatrale argentina († 2012)
- 1943 - Ronald Cocks, calciatore e allenatore di calcio maltese († 2017)
- 1943 - Gérard Gropaiz, nuotatore francese († 2012)
- 1943 - Jean-Louis Jagueneau, ciclista su strada francese († 2019)
- 1943 - David Peel, musicista e compositore statunitense († 2017)
- 1943 - Andy Roxburgh, allenatore di calcio e ex calciatore scozzese
- 1943 - Masakazu Tamura, attore giapponese († 2021)
- 1943 - Margarito Teves, politico filippino
- 1944 - Alfonso Badini Confalonieri, vescovo cattolico italiano
- 1944 - Károly Bajkó, lottatore ungherese († 1997)
- 1944 - Vittorio Cotesta, sociologo italiano
- 1944 - Alberto Farassino, critico cinematografico e saggista italiano († 2003)
- 1944 - Gidiuli, cantante italiano († 2009)
- 1944 - Ferdinand Fairfax, regista britannico († 2008)
- 1944 - Nicoletta Machiavelli, attrice italiana († 2015)
- 1944 - Jurij Romanenko, cosmonauta sovietico
- 1944 - Masamitsu Tsuchida, giocatore di go giapponese († 2023)
- 1945 - Ivan Garanin, ex fondista sovietico
- 1945 - Laila Morse, attrice britannica
- 1945 - Douglas Osheroff, fisico statunitense
- 1945 - Kari Rönnholm, cestista finlandese († 1988)
- 1945 - Attilio Sigona, politico italiano
- 1945 - Fritz Sperling, bobbista austriaco († 2022)
- 1946 - Boz Burrell, cantante e polistrumentista britannico († 2006)
- 1946 - Richard Covey, ex astronauta statunitense
- 1946 - Sergio Maddè, allenatore di calcio e ex calciatore italiano
- 1946 - Paul Torday, scrittore britannico († 2013)
- 1947 - Syl Apps Jr., ex hockeista su ghiaccio canadese
- 1947 - Vincenzo Bonazza, scrittore e poeta italiano († 2015)
- 1947 - Leoluca Orlando, politico italiano
- 1947 - Francesco Radino, fotografo italiano († 2022)
- 1947 - Romano Rossi, vescovo cattolico italiano
- 1947 - Celso de Matos, ex calciatore brasiliano
- 1948 - Avi Arad, produttore cinematografico israeliano
- 1948 - Warren Archibald, ex calciatore trinidadiano
- 1948 - Cliff Branch, giocatore di football americano statunitense († 2019)
- 1948 - Filippo Burgarella, storico italiano († 2017)
- 1948 - Carlo Diappi, costumista italiano († 2025)
- 1948 - David Gemmell, scrittore britannico († 2006)
- 1948 - Ivars Kalniņš, attore lettone
- 1948 - Aline Kominsky-Crumb, fumettista statunitense († 2022)
- 1948 - Carmen Lomana, imprenditrice spagnola
- 1948 - Armand Mastroianni, regista statunitense
- 1948 - Walter Passerini, giornalista italiano († 2025)
- 1948 - Giovanni Ricchiuti, arcivescovo cattolico italiano
- 1948 - Rainer Schmidt, ex saltatore con gli sci tedesco
- 1948 - Abdelmalek Sellal, politico algerino
- 1949 - Lillian Askeland, cantante norvegese
- 1949 - Kurmanbek Salieviç Bakiev, politico kirghizo
- 1949 - Jim Carroll, poeta, romanziere e musicista statunitense († 2009)
- 1949 - Nigel Finch, regista, sceneggiatore e produttore cinematografico britannico († 1995)
- 1949 - Bruno Forte, arcivescovo cattolico e teologo italiano
- 1949 - Kayoko Fukuoka, ex tennista giapponese
- 1949 - Mugur Isărescu, politico e economista rumeno
- 1949 - Keto Losaberidze, arciera sovietica († 2022)
- 1950 - Steve Bracey, cestista statunitense († 2006)
- 1950 - Stephan Braunfels, architetto tedesco
- 1950 - Bunkhouse Buck, ex wrestler statunitense
- 1950 - Loles León, attrice spagnola
- 1950 - Fernando Molinos, dirigente sportivo e ex calciatore spagnolo
- 1950 - Roy Williams, allenatore di pallacanestro statunitense
- 1951 - Tommy Bolin, chitarrista statunitense († 1976)
- 1951 - Glauco Cozzi, dirigente sportivo, allenatore di calcio e ex calciatore italiano
- 1951 - Jürgen Fanghänel, ex pugile tedesco
- 1951 - Fauna Hodel, scrittrice statunitense († 2017)
- 1951 - Akbarşoh Iskandarov, politico tagico
- 1952 - Franco Bomprezzi, giornalista, scrittore e blogger italiano († 2014)
- 1952 - Lucio Brunelli, giornalista italiano
- 1952 - Brian Patrick Clarke, attore statunitense
- 1952 - Sergio Gambini, politico italiano
- 1952 - Alessandro Ghinelli, ingegnere e politico italiano
- 1952 - Nicky Guadagni, attrice canadese
- 1952 - Guido Iazzetta, enigmista italiano
- 1952 - Bruna Lombardi, attrice, conduttrice televisiva e poetessa brasiliana
- 1952 - Jurij Romens'kyj, ex calciatore sovietico
- 1952 - Mirko Setaro, comico, attore e cabarettista italiano
- 1952 - Takayuki Sugō, doppiatore giapponese
- 1952 - Petro Symonenko, politico ucraino
- 1952 - Zoran Đinđić, politico e filosofo serbo († 2003)
- 1953 - Dominique Bilde, politica francese
- 1953 - Jan Burke, scrittrice statunitense
- 1953 - Robert Cray, chitarrista e cantante statunitense
- 1953 - Adrie van Kraay, ex calciatore olandese
- 1953 - Doug McKay, allenatore di hockey su ghiaccio, dirigente sportivo e ex hockeista su ghiaccio canadese
- 1953 - Paolo Raffaelli, politico e giornalista italiano
- 1953 - Keith Taylor, politico e imprenditore britannico († 2022)
- 1953 - Franco Tortora, cantante italiano
- 1953 - Ugo Tosetto, ex calciatore italiano
- 1954 - Trevor Berbick, pugile giamaicano († 2006)
- 1954 - Nicandro Marinacci, politico italiano
- 1954 - Benno Möhlmann, allenatore di calcio, dirigente sportivo e ex calciatore tedesco
- 1954 - Giulio Rivera, poliziotto italiano († 1978)
- 1955 - Philippe Barroso, ex sciatore alpino francese
- 1955 - Yūko Shibukawa, ex cestista giapponese
- 1956 - Francesco Maria Amoruso, politico italiano
- 1956 - Doug Burgum, politico e imprenditore statunitense
- 1956 - Sofia Corban, ex canottiera romena
- 1956 - Becky Dorsey, ex sciatrice alpina statunitense
- 1956 - Giuseppe Esposito, politico italiano
- 1956 - Philip Goldberg, politico e diplomatico statunitense
- 1956 - Steve Green, cantautore e musicista statunitense
- 1956 - Carlos Roberto Massa, conduttore televisivo, politico e dirigente d'azienda brasiliano
- 1956 - Emanuela Menuzzo, ex ciclista su strada italiana
- 1956 - Willy Vigouroux, ciclista su strada belga
- 1957 - Madison Smartt Bell, scrittore statunitense
- 1957 - Arnaldo Colasanti, critico letterario, scrittore e conduttore televisivo italiano
- 1957 - Paolo Coni, baritono italiano
- 1957 - Mílton Cruz, ex calciatore brasiliano
- 1957 - Mame Penda Diouf, ex cestista senegalese
- 1957 - Laura Johnson, attrice statunitense
- 1957 - Yoshio Katō, ex calciatore giapponese
- 1957 - Göran Arnberg, ex calciatore svedese
- 1957 - Taylor Negron, attore statunitense († 2015)
- 1957 - Georges Tron, politico francese
- 1957 - Xu Haifeng, ex tiratore a segno cinese
- 1958 - María Ignacia Benítez, politica e ingegnera cilena († 2019)
- 1958 - Ion Bîrlădeanu, ex canoista rumeno
- 1958 - Adrian Dunbar, attore irlandese
- 1958 - Paul Gray, bassista britannico
- 1958 - Tor Håkon Holte, ex fondista norvegese
- 1958 - Paul McKinnon, ex calciatore inglese
- 1958 - Michael Penn, cantautore e compositore statunitense
- 1958 - Armando Traverso, conduttore televisivo, conduttore radiofonico e giornalista italiano
- 1958 - Kiki Vandeweghe, ex cestista, allenatore di pallacanestro e dirigente sportivo statunitense
- 1959 - Álvaro Bermejo, scrittore e giornalista spagnolo
- 1959 - Gian Nicola Bisciotti, preparatore atletico italiano
- 1959 - Víctor Castro, ex calciatore e ex giocatore di calcio a 5 costaricano
- 1959 - Marcella Danon, scrittrice e psicologa italiana
- 1959 - Joe Elliott, cantante britannico
- 1959 - Franco Ipsaro Passione, ex calciatore italiano
- 1959 - Ljudmila Novak, politica e insegnante slovena
- 1959 - Fabio Panetta, economista e banchiere italiano
- 1959 - Ivar Sommervold, ex calciatore norvegese
- 1959 - Kurt Wise, paleontologo e geologo statunitense
- 1959 - Satoshi Yamaguchi, ex calciatore giapponese
- 1959 - Otomo Yoshihide, compositore giapponese
- 1960 - Federico Chiacchiari, giornalista, critico cinematografico e blogger italiano
- 1960 - Fabrizio De Rossi Re, compositore italiano
- 1960 - Professor Griff, rapper, educatore e attivista statunitense
- 1960 - Slobodan Klipa, allenatore di pallacanestro serbo
- 1960 - Robby Langers, ex calciatore lussemburghese
- 1960 - Ann-Kathrin Linsenhoff, cavallerizza tedesca
- 1960 - Micheál Martin, politico irlandese
- 1960 - Kōstas Miamīliōtīs, ex calciatore cipriota
- 1960 - Costică Olaru, ex canoista rumeno
- 1960 - Chuck D, rapper, attivista e produttore discografico statunitense
- 1960 - Cumrun Vafa, fisico iraniano
- 1960 - Bill Varner, ex cestista statunitense
- 1960 - Maria Vidal, cantante statunitense
- 1961 - Allen Berg, pilota automobilistico canadese
- 1961 - Danny Blind, dirigente sportivo, allenatore di calcio e ex calciatore olandese
- 1961 - Young Chimodzi, allenatore di calcio e ex calciatore malawiano
- 1961 - Michael Davis, regista e sceneggiatore inglese
- 1961 - Imad Khamis, politico siriano
- 1961 - Peter Evans, ex nuotatore australiano
- 1961 - Javier Hernández Gutiérrez, ex calciatore messicano
- 1961 - Michele Petruzzelli, abate italiano
- 1961 - Michael Spiller, regista statunitense
- 1961 - Sjaak Storm, ex calciatore e allenatore di calcio olandese
- 1961 - Henry Tillman, ex pugile statunitense
- 1961 - Rade Tovladijac, fumettista, pittore e illustratore serbo
- 1961 - Olimpia Vano, politica italiana
- 1961 - Marcelo de Carvalho, conduttore televisivo, produttore televisivo e imprenditore brasiliano
- 1962 - Greg Bell, ex giocatore di football americano statunitense
- 1962 - Jesse Borrego, attore statunitense
- 1962 - Peter Braun, mezzofondista tedesco
- 1962 - Franco Forte, scrittore, sceneggiatore e giornalista italiano
- 1962 - Božidar Iskrenov, ex calciatore bulgaro
- 1962 - Jacob Matlala, pugile sudafricano († 2013)
- 1962 - Liliana Năstase, ex multiplista rumena
- 1962 - Thomas Jay Ryan, attore statunitense
- 1962 - Luca Tarlazzi, illustratore e fumettista italiano
- 1962 - Gertjan Verbeek, allenatore di calcio e ex calciatore olandese
- 1963 - Demián Bichir, attore messicano
- 1963 - John Carroll Lynch, attore statunitense
- 1963 - Coolio, rapper e attore statunitense († 2022)
- 1963 - Nabil Karoui, politico e imprenditore tunisino
- 1963 - Élisabeth Loisel, dirigente sportivo, allenatrice di calcio e ex calciatrice francese
- 1963 - Per Olsson, allenatore di calcio e ex calciatore svedese
- 1963 - Amedeo Pace, chitarrista e cantautore italiano
- 1963 - Simone Pace, batterista italiano
- 1963 - Luis Rojas, ex calciatore venezuelano
- 1963 - Amber Rudd, politica britannica
- 1963 - George Tiffin, regista e direttore della fotografia britannico
- 1963 - Koichi Wakata, astronauta giapponese
- 1963 - Mark Wright, allenatore di calcio e ex calciatore inglese
- 1964 - Alessandro Baracchini, giornalista italiano
- 1964 - Ivano Bonetti, dirigente sportivo, allenatore di calcio e calciatore italiano
- 1964 - Chris Brokaw, musicista statunitense
- 1964 - Kaspar Capparoni, attore italiano
- 1964 - Adam Duritz, cantante, musicista e produttore discografico statunitense
- 1964 - Prince Iaukea, wrestler statunitense
- 1964 - Helga Øvsthus, ex biatleta norvegese
- 1964 - Natallja Šykolenka, giavellottista bielorussa († 2025)
- 1964 - Koen Van den Heuvel, politico belga
- 1965 - Paolo Agostini, ex mezzofondista e fondista di corsa in montagna italiano
- 1965 - Luca Banchi, allenatore di pallacanestro italiano
- 1965 - Tore Kallstad, ex calciatore norvegese
- 1965 - Fabio Maniscalco, archeologo italiano († 2008)
- 1965 - Sam Mendes, regista, sceneggiatore e produttore cinematografico britannico
- 1965 - Stefano Zarattini, imprenditore e dirigente sportivo italiano
- 1965 - Adrian Țuțuianu, politico rumeno
- 1966 - Mike Chioda, statunitense
- 1966 - Carlo Cigni, cantante lirico italiano
- 1966 - Daniel Gerson, sceneggiatore e doppiatore statunitense († 2016)
- 1966 - Gaston Green, ex giocatore di football americano statunitense
- 1966 - Claudio Guerra, ex giocatore di calcio a 5 uruguaiano
- 1966 - Derrick Lewis, ex cestista statunitense
- 1966 - Jens Söring, criminale tedesco
- 1966 - Horacio de la Peña, ex tennista e allenatore di tennis argentino
- 1967 - Mohamed Obaid Al-Zahiri, ex calciatore emiratino
- 1967 - Raúl Diago, dirigente sportivo e ex pallavolista cubano
- 1967 - Mona Eltahawy, giornalista egiziana
- 1967 - Hugo Hansen, ex calciatore norvegese
- 1967 - Giovanna Mangili, politica italiana
- 1967 - José Padilha, regista, sceneggiatore e produttore cinematografico brasiliano
- 1967 - Smahi Triki, ex calciatore marocchino
- 1967 - Giōrgos Vaïtsīs, ex calciatore greco
- 1968 - Stacey Augmon, allenatore di pallacanestro e ex cestista statunitense
- 1968 - Simone Borgheresi, ex ciclista su strada e dirigente sportivo italiano
- 1968 - Dan Donegan, chitarrista statunitense
- 1968 - Mark Morris, ex calciatore britannico
- 1968 - Martin Phipps, compositore inglese
- 1968 - Abdul Shamsid-Deen, ex cestista statunitense
- 1968 - Eric Warren Singer, sceneggiatore e produttore cinematografico statunitense
- 1968 - Jill Trenary, ex pattinatrice artistica su ghiaccio statunitense
- 1968 - Pavo Urban, fotografo croato († 1991)
- 1969 - Andrei Borissov, allenatore di calcio e ex calciatore estone
- 1969 - Alain Damasio, scrittore francese
- 1969 - Marco Antonio Di Renzo, ex ciclista su strada italiano
- 1969 - Tomasz Łapiński, ex calciatore polacco
- 1969 - Mariano Sotgia, ex calciatore italiano
- 1969 - Franco Vassallo, baritono italiano
- 1969 - David Wain, attore, regista e sceneggiatore statunitense
- 1969 - Naoki Yasuzaki, ex saltatore con gli sci giapponese
- 1970 - Quentin Coryatt, ex giocatore di football americano statunitense
- 1970 - José Dolgetta, calciatore e allenatore di calcio venezuelano († 2023)
- 1970 - Eric Engo, ex calciatore gabonese
- 1970 - Jennifer Gareis, attrice statunitense
- 1970 - Haraldur Ingólfsson, ex calciatore islandese
- 1970 - David James, allenatore di calcio e ex calciatore inglese
- 1970 - Elon Lindenstrauss, matematico israeliano
- 1970 - Mark Petchey, allenatore di tennis e ex tennista britannico
- 1970 - Arístides Rojas, ex calciatore paraguaiano
- 1970 - Alessandro Rolla, tecnico del suono italiano
- 1971 - Nicola Bartolini Carrassi, doppiatore e giornalista italiano
- 1971 - Simona Bordonali, politica italiana
- 1971 - Michael Ehré, batterista, chitarrista e bassista tedesco
- 1971 - Ágúst Gylfason, ex calciatore islandese
- 1971 - Natacha Lesueur, fotografa svizzera
- 1971 - Sergej Mandreko, calciatore tagiko († 2022)
- 1971 - Mario Mazzoleni, ex arbitro di calcio italiano
- 1971 - Aleksej Nikolaev, arbitro di calcio russo
- 1971 - Bülent Uygun, allenatore di calcio e ex calciatore turco
- 1971 - Samantha Warriner, triatleta neozelandese
- 1972 - Nicke Andersson, cantante, chitarrista e batterista svedese
- 1972 - Christer Basma, dirigente sportivo, allenatore di calcio e calciatore norvegese
- 1972 - Marc Costanzo, cantante canadese
- 1972 - Martin Damm, allenatore di tennis e ex tennista ceco
- 1972 - D-Von Dudley, ex wrestler statunitense
- 1972 - Bledar Kola, allenatore di calcio e ex calciatore albanese
- 1972 - Matumona Lundala, ex calciatore angolano
- 1972 - Vadim Milov, scacchista svizzero
- 1972 - Sergio Moro, giurista e politico brasiliano
- 1972 - Linton Osborne, cantante britannico
- 1972 - Van Taylor, politico e militare statunitense
- 1972 - Thomas Woods, storico e scrittore statunitense
- 1973 - Fahad Al-Ghesheyan, ex calciatore saudita
- 1973 - Matteo Reza Azchirvani, attore italiano
- 1973 - Mate Baturina, ex calciatore croato
- 1973 - Mario Bennett, ex cestista statunitense
- 1973 - Gregg Berhalter, allenatore di calcio e ex calciatore statunitense
- 1973 - Tempestt Bledsoe, attrice statunitense
- 1973 - Uri Cohen-Mintz, ex cestista israeliano
- 1973 - Marios Dīmītriou, ex calciatore cipriota
- 1973 - Les Hill, attore australiano
- 1973 - Kristen Holden-Ried, attore canadese
- 1973 - Torsten Lieberknecht, allenatore di calcio e ex calciatore tedesco
- 1973 - Eduardo Noriega, attore spagnolo
- 1973 - Tomislav Papeš, allenatore di calcio a 5 e ex giocatore di calcio a 5 croato
- 1973 - Edurne Pasaban, alpinista spagnola
- 1973 - Irina Poleščuk, ex pallavolista bielorussa
- 1973 - Daniel Runggaldier, ex sciatore alpino italiano
- 1973 - Heberley Sosa, ex calciatore uruguaiano
- 1973 - Vincent Van Quickenborne, politico belga
- 1973 - Takayuki Yamaguchi, ex calciatore giapponese
- 1974 - Toshiyuki Abe, ex calciatore giapponese
- 1974 - Don Choa, rapper francese
- 1974 - Leonardo Jardim, allenatore di calcio portoghese
- 1974 - Cristian La Grassa, ex bobbista italiano
- 1974 - Dennis Lawrence, allenatore di calcio e ex calciatore trinidadiano
- 1974 - Assane N'Diaye, calciatore senegalese († 2008)
- 1974 - Nicky Russo, atleta paralimpico italiano
- 1974 - Beckie Scott, dirigente sportiva e ex fondista canadese
- 1974 - Madlen Summermatter, ex sciatrice alpina svizzera
- 1974 - Riccardo Tisci, stilista italiano
- 1974 - Macchambes Younga-Mouhani, ex calciatore della Repubblica del Congo
- 1975 - Giuliano Battocletti, ex maratoneta e mezzofondista italiano
- 1975 - Timothy Jones, ex ciclista su strada zimbabwese
- 1975 - Danny Chan Kwok-kwan, attore e coreografo cinese
- 1975 - Antonella Mosetti, showgirl italiana
- 1975 - Claudio Noce, regista e sceneggiatore italiano
- 1975 - Jonas Ogandaga, ex calciatore gabonese
- 1975 - Musa Shannon, ex calciatore liberiano
- 1975 - Ofir Sofer, politico israeliano
- 1975 - Ane Dahl Torp, attrice norvegese
- 1976 - Iván Duque Márquez, avvocato e politico colombiano
- 1976 - Alexīs Falekas, allenatore di pallacanestro e ex cestista greco
- 1976 - Hasan Şaş, allenatore di calcio e ex calciatore turco
- 1976 - Don Hertzfeldt, animatore, scrittore e regista statunitense
- 1976 - Nwankwo Kanu, ex calciatore nigeriano
- 1976 - Liviu Dieter Nisipeanu, scacchista rumeno
- 1976 - Cristian Stoica, ex rugbista a 15 italiano
- 1976 - Gábor Torma, ex calciatore ungherese
- 1976 - Cristián Uribe, ex calciatore cileno
- 1977 - Metin Aktaş, allenatore di calcio e ex calciatore turco
- 1977 - Marco Buschmann, politico tedesco
- 1977 - Marc Denis, ex hockeista su ghiaccio canadese
- 1977 - Luca Mezzano, allenatore di calcio e ex calciatore italiano
- 1977 - Balázs Molnár, ex calciatore ungherese
- 1977 - Damien Saez, cantautore francese
- 1977 - Marcel Schlutt, attore pornografico e fotografo tedesco
- 1977 - Yoshi Tatsu, wrestler e pugile giapponese
- 1977 - Sean Price Williams, direttore della fotografia statunitense
- 1977 - Dragana Zarić, ex tennista serba
- 1978 - Witaliý Alikperow, ex calciatore turkmeno
- 1978 - Gaby Amarantos, cantante, compositrice e conduttrice televisiva brasiliana
- 1978 - Franck Atsou, ex calciatore togolese
- 1978 - Daryl Clare, ex calciatore irlandese
- 1978 - Mattia Dolcetto, ex rugbista a 15 e allenatore di rugby a 15 italiano
- 1978 - Oliver Dowden, politico britannico
- 1978 - Asaf Epstein, regista, sceneggiatore e produttore cinematografico israeliano
- 1978 - Björn Ferry, ex biatleta svedese
- 1978 - Diego Giustozzi, ex giocatore di calcio a 5 e allenatore di calcio a 5 argentino
- 1978 - Dhani Harrison, cantante e polistrumentista britannico
- 1978 - Chris Iwelumo, ex calciatore nigeriano
- 1978 - Edgerrin James, ex giocatore di football americano statunitense
- 1978 - Moïse Kandé, ex calciatore mauritano
- 1978 - Rafael Pires Vieira, ex calciatore brasiliano
- 1978 - Roberto Plano, pianista italiano
- 1978 - Lauren Schmidt Hissrich, sceneggiatrice e produttrice televisiva statunitense
- 1978 - Elvis Scott, ex calciatore honduregno
- 1978 - Alessandro Spanakis, allenatore di pallavolo e ex pallavolista italiano
- 1978 - Zhang Cheng, ex cestista cinese
- 1979 - Junior Agogo, calciatore ghanese († 2019)
- 1979 - Ryan Carroll, ex cestista statunitense
- 1979 - Bernadette Flynn, danzatrice irlandese
- 1979 - Phil Jevons, ex calciatore e allenatore di calcio inglese
- 1979 - Jason Momoa, attore e modello statunitense
- 1979 - Prince Nana, wrestler statunitense
- 1979 - Laurence Rochat, ex fondista svizzera
- 1979 - Yüksel Sariyar, allenatore di calcio e ex calciatore austriaco
- 1979 - Igor' Spasovchodskij, ex triplista russo
- 1979 - Tomislav Stipić, allenatore di calcio croato
- 1979 - Friedemann Vogel, ballerino tedesco
- 1979 - Honeysuckle Weeks, attrice britannica
- 1979 - Saša Đuričić, ex calciatore croato
- 1980 - Sylvain Armand, ex calciatore francese
- 1980 - Romain Barras, multiplista francese
- 1980 - Jacopo Maria Bicocchi, attore italiano
- 1980 - Paulo Cunha, ex cestista portoghese
- 1980 - Alessandro Faiolhe Amantino, allenatore di calcio e ex calciatore brasiliano
- 1980 - Krisztina Fazekas Zur, canoista ungherese
- 1980 - Matthías Guðmundsson, ex calciatore islandese
- 1980 - Asjha Jones, ex cestista e allenatrice di pallacanestro statunitense
- 1980 - Pénélope Leprevost, cavallerizza francese
- 1980 - Samuele Olivi, allenatore di calcio e ex calciatore italiano
- 1980 - Esteban Paredes, dirigente sportivo e ex calciatore cileno
- 1980 - Djamila Ribeiro, attivista, filosofa e saggista brasiliana
- 1980 - Grant Schubert, hockeista su prato australiano
- 1980 - Jeroen Trommel, ex pallavolista olandese
- 1981 - Dragan Blatnjak, allenatore di calcio e ex calciatore bosniaco
- 1981 - Émilie Depommier, ex sciatrice alpina francese
- 1981 - Amaury Filión, ex cestista dominicano
- 1981 - Taylor Fry, attrice statunitense
- 1981 - Christofer Heimeroth, dirigente sportivo e ex calciatore tedesco
- 1981 - Stephen Hunt, ex calciatore irlandese
- 1981 - Manuela Kraller, soprano tedesca
- 1981 - Hans Lindberg, pallamanista danese
- 1981 - Singa Manzamgala, ex calciatore congolese (Repubblica Democratica del Congo)
- 1981 - Stuart McNay, velista statunitense
- 1981 - Sally Pressman, attrice e ballerina statunitense
- 1982 - Anthony Aquino, ex hockeista su ghiaccio canadese
- 1982 - Orelsan, rapper, produttore discografico e attore francese
- 1982 - Duane Erwin, ex cestista statunitense
- 1982 - Yūki Fukaya, ex calciatore giapponese
- 1982 - Kimberly Holland, modella statunitense
- 1982 - Saïd Itaev, lottatore russo
- 1982 - Akil Jakupi, ex calciatore albanese
- 1982 - Anthony Murphy, ex calciatore irlandese
- 1982 - Basem Fathi, calciatore giordano
- 1982 - Caroline Shaw, compositrice statunitense
- 1982 - Madison Mars, disc jockey e produttore discografico estone
- 1982 - Tatsuya Suzuki, ex calciatore giapponese
- 1983 - Michael Baird, ex calciatore australiano
- 1983 - Aurélie Bonnan, cestista e allenatrice di pallacanestro francese
- 1983 - Ayça Erturan, attrice turca
- 1983 - Julien Faubert, allenatore di calcio e ex calciatore francese
- 1983 - Kilian Fischhuber, arrampicatore austriaco
- 1983 - Arzu Geybullayeva, attivista, blogger e giornalista azera
- 1983 - Daniel Haas, ex calciatore tedesco
- 1983 - Yasemin Horasan, ex cestista turca
- 1983 - Jeff Horner, ex cestista, allenatore di pallacanestro e dirigente sportivo statunitense
- 1983 - Osvaldo Jeanty, ex cestista e allenatore di pallacanestro haitiano
- 1983 - Joo Min-jin, ex pattinatrice di short track sudcoreana
- 1983 - Katarzyna Kuzniak, schermitrice polacca
- 1983 - Lisa Lambe, cantante e attrice irlandese
- 1983 - Yuzuki N', fumettista giapponese
- 1983 - Richard Porta, ex calciatore australiano
- 1983 - Adam Tensta, rapper svedese
- 1984 - Mladen Božović, ex calciatore montenegrino
- 1984 - Lorenz Daccordo, hockeista su ghiaccio italiano
- 1984 - Emre Güngör, ex calciatore turco
- 1984 - Mohamad Fityan, musicista e compositore siriano
- 1984 - Francesco Gavazzi, ex ciclista su strada italiano
- 1984 - Jesús Méndez, ex calciatore argentino
- 1984 - Daniele Molmenti, ex canoista italiano
- 1984 - Hugo Parisi, tuffatore brasiliano
- 1984 - Marvin Phillip, calciatore trinidadiano
- 1984 - Gonzalo Rabuñal, ex ciclista su strada spagnolo
- 1984 - Linn-Kristin Riegelhuth Koren, ex pallamanista norvegese
- 1984 - Souleymane Sacko, calciatore nigerino
- 1984 - Bastian Schweinsteiger, ex calciatore tedesco
- 1984 - Elina Seppälä, giocatrice di football americano finlandese
- 1984 - Valery Ortiz, attrice e modella portoricana
- 1984 - Ana Vrljić, ex tennista croata
- 1985 - Glenn Dorsey, ex giocatore di football americano statunitense
- 1985 - Élton Rodrigues Brandão, ex calciatore brasiliano
- 1985 - Sara Giraudeau, attrice francese
- 1985 - Kentrell Gransberry, ex cestista statunitense
- 1985 - Karne Hesketh, ex rugbista a 15 neozelandese
- 1985 - Stuart Holden, imprenditore, ex calciatore e commentatore televisivo scozzese
- 1985 - Alessandro Infanti, cestista italiano
- 1985 - Adam Jones, giocatore di baseball statunitense
- 1985 - Dina, cantante norvegese
- 1985 - Henry Lloyd-Hughes, attore britannico
- 1985 - Gegard Mousasi, artista marziale misto, kickboxer e pugile armeno
- 1985 - Tendai Mtawarira, rugbista a 15 zimbabwese
- 1985 - Andrei Mureșan, ex calciatore rumeno
- 1985 - Karina Ocasio, ex pallavolista portoricana
- 1985 - Marcelo Palau, ex calciatore uruguaiano
- 1985 - Kris Stadsgaard, ex calciatore danese
- 1985 - Dušan Švento, ex calciatore slovacco
- 1985 - Yoshiko Yano, pallavolista giapponese
- 1986 - Abdul-Fattah Al Agha, calciatore siriano
- 1986 - Tyrell Biggs, ex cestista statunitense
- 1986 - Carlão, ex calciatore brasiliano
- 1986 - Kevin DeVergilio, ex hockeista su ghiaccio statunitense
- 1986 - Giovanni Di Cristo, judoka italiano
- 1986 - Roberto Giacomi, ex calciatore canadese
- 1986 - Josh Harder, politico statunitense
- 1986 - Hichani Himoonde, calciatore zambiano
- 1986 - José Isidoro Gómez, ex calciatore spagnolo
- 1986 - Elijah Kelley, attore, cantante e ballerino statunitense
- 1986 - Marcos Mata, cestista argentino
- 1986 - Halil Umut Meler, arbitro di calcio turco
- 1986 - Jörn Schlönvoigt, attore e cantante tedesco
- 1986 - Lucas Simón, ex calciatore argentino
- 1986 - Anton Strålman, hockeista su ghiaccio svedese
- 1986 - Andrew Taylor, ex calciatore inglese
- 1986 - Elisa Tripodi, politica italiana
- 1986 - Elena Vesnina, ex tennista russa
- 1986 - Mike Wallace, giocatore di football americano statunitense
- 1986 - Rob Webber, rugbista a 15 e allenatore di rugby a 15 inglese
- 1987 - Iago Aspas, calciatore spagnolo
- 1987 - Ismael Benegas, calciatore paraguaiano
- 1987 - Karen Carney, ex calciatrice britannica
- 1987 - Bruno Coelho, giocatore di calcio a 5 portoghese
- 1987 - Márcia Dantas, giornalista e conduttrice televisiva brasiliana
- 1987 - Marcus Diniz, calciatore brasiliano
- 1987 - Leonel Duarte, ex calciatore cubano
- 1987 - Jakov Fak, biatleta croato
- 1987 - André Marques, ex calciatore portoghese
- 1987 - Cheikh Mbodj, cestista senegalese
- 1987 - Taapsee Pannu, attrice indiana
- 1987 - Sébastien Pocognoli, allenatore di calcio e ex calciatore belga
- 1987 - Rúben Tiago Rodrigues Ribeiro, calciatore portoghese
- 1987 - Marta Walczykiewicz, canoista polacca
- 1988 - Mustafa Abdellaoue, ex calciatore norvegese
- 1988 - Kenneth Asamoah, ex calciatore ghanese
- 1988 - Tural Axundov, calciatore azero
- 1988 - Max Carver, attore statunitense
- 1988 - Roenis Elías, giocatore di baseball cubano
- 1988 - Fayçal Fajr, calciatore francese
- 1988 - Gino Gerhardi, bobbista tedesco
- 1988 - Ana Girardot, attrice francese
- 1988 - Sebastian Kislinger, snowboarder austriaco
- 1988 - Lampros Kontogiannis, ex calciatore messicano
- 1988 - Patryk Małecki, calciatore polacco
- 1988 - Nikolaj Markussen, pallamanista danese
- 1988 - Nemanja Matić, calciatore serbo
- 1988 - Gary McCabe, calciatore irlandese
- 1988 - Dennis Obeng, giocatore di calcio a 5 e calciatore norvegese
- 1988 - Alice Sara Ott, pianista tedesca
- 1988 - Sarah Pardeller, ex sciatrice alpina italiana
- 1988 - Brittainey Raven, ex cestista statunitense
- 1988 - Sarah Robles, sollevatrice statunitense
- 1988 - Maurizio Temporin, scrittore, regista e sceneggiatore italiano
- 1988 - Olia Tira, cantante moldava
- 1988 - Sebastián Varas, calciatore cileno
- 1988 - Pavel Vidanov, ex calciatore bulgaro
- 1988 - Joanna Wang, cantautrice taiwanese
- 1988 - Kate NV, musicista russa
- 1989 - Salman Al-Faraj, calciatore saudita
- 1989 - Malcolm Armstead, cestista statunitense
- 1989 - Abdullah Hel Baki, tiratore a volo bangladese
- 1989 - Nicolò Brighenti, calciatore italiano
- 1989 - Madison Bumgarner, giocatore di baseball statunitense
- 1989 - Lisa Franzen, modella russa
- 1989 - Pierre Gaillouste, arbitro di calcio francese
- 1989 - Noah Hoffman, ex fondista statunitense
- 1989 - Samir Həmzəyev, giocatore di calcio a 5 azero
- 1989 - Shōtarō Iribe, ciclista su strada giapponese
- 1989 - Tomoka Kurokawa, attrice giapponese
- 1989 - Ronny Marengo, calciatore seychellese
- 1989 - Leonor Martín, attrice e architetta spagnola
- 1989 - Bobby Massie, giocatore di football americano statunitense
- 1989 - Shea McClellin, giocatore di football americano statunitense
- 1989 - Gayle Rankin, attrice britannica
- 1989 - Andrés Ríos, calciatore argentino
- 1989 - Shannon Shorter, cestista statunitense
- 1989 - Ömer Şişmanoğlu, calciatore turco
- 1989 - Artem Sitalo, calciatore ucraino
- 1989 - Trevin Wade, giocatore di football americano statunitense
- 1989 - Daniel Woods, arrampicatore statunitense
- 1989 - Tiffany Young, cantante e attrice statunitense
- 1990 - Richard Crawford, giocatore di football americano statunitense
- 1990 - Aledmys Díaz, giocatore di baseball cubano
- 1990 - Neah Evans, pistard e ciclista su strada britannica
- 1990 - Hugo González Durán, calciatore messicano
- 1990 - Cavid İmamverdiyev, calciatore azero
- 1990 - Elton Jantjies, rugbista a 15 sudafricano
- 1990 - Christopher Knett, calciatore austriaco
- 1990 - Kana Motoyama, ex cestista giapponese
- 1990 - Enrico Nizzi, ex fondista italiano
- 1990 - Jack O'Connell, attore britannico
- 1990 - Kōstas Papanikolaou, cestista greco
- 1990 - Latif Salifu, calciatore ghanese
- 1990 - Mfon Udofia, ex cestista e allenatore di pallacanestro statunitense
- 1991 - Jerrelle Benimon, ex cestista statunitense
- 1991 - Robert Boldog, ex pallavolista e allenatore di pallavolo statunitense
- 1991 - Anna Faroe, cantante faroese
- 1991 - David Haughton, cestista statunitense
- 1991 - Moritz Kuhn, calciatore tedesco
- 1991 - Dzjanis Lapceŭ, calciatore bielorusso
- 1991 - Piotr Malarczyk, calciatore polacco
- 1991 - Jennifer Nogueras, pallavolista portoricana
- 1991 - Amadou Sanyang, ex calciatore gambiano
- 1991 - Krum Stojanov, calciatore bulgaro
- 1991 - Ariel Turner, pallavolista statunitense
- 1992 - Trevor Cooney, ex cestista statunitense
- 1992 - Doroteja Erić, ex tennista serba
- 1992 - Diego Pituca, calciatore brasiliano
- 1992 - Majed Hassan, calciatore emiratino
- 1992 - Raihau Maiau, lunghista francese
- 1992 - Delvine Relin Meringor, maratoneta e mezzofondista keniana
- 1992 - Nicolae Milinceanu, calciatore moldavo
- 1992 - Ol'ga Mullina, astista russa
- 1992 - Neto Volpi, calciatore brasiliano
- 1992 - Kwame Nsor, ex calciatore ghanese
- 1992 - Austin Rivers, cestista statunitense
- 1992 - Ben Rosenfield, attore e musicista statunitense
- 1992 - Jordan Sibert, cestista statunitense
- 1992 - Davide Stirpe, pilota motociclistico italiano
- 1992 - Mrunal Thakur, attrice indiana
- 1992 - Arianna Tricomi, sciatrice alpina e sciatrice freestyle italiana
- 1993 - Álex Abrines, ex cestista spagnolo
- 1993 - Treston Decoud, giocatore di football americano statunitense
- 1993 - Mariano Díaz Mejía, calciatore dominicano
- 1993 - Sam Feldt, disc jockey e produttore discografico olandese
- 1993 - Saleh Gomaa, calciatore egiziano
- 1993 - Álex Gorrín, calciatore spagnolo
- 1993 - Giovanni Korte, calciatore olandese
- 1993 - Vlad Morar, calciatore rumeno
- 1993 - Demi Schuurs, tennista olandese
- 1993 - Anže Semenič, ex saltatore con gli sci sloveno
- 1993 - Vincenzo Spadavecchia, pallavolista italiano
- 1993 - Leon Thomas III, cantautore, produttore discografico e attore statunitense
- 1993 - Baškim Velija, calciatore macedone
- 1993 - Filip Vlajić, ex giocatore di football americano e allenatore di football americano serbo
- 1994 - Domenico Berardi, calciatore italiano
- 1994 - Bruno Sávio, calciatore brasiliano
- 1994 - Oleh Dančenko, ex calciatore ucraino
- 1994 - Aurelia Del Vecchio, calciatrice italiana
- 1994 - Antonia Delaere, cestista belga
- 1994 - Besir Demiri, calciatore macedone
- 1994 - Hamza, rapper belga
- 1994 - Carmelo Hayes, wrestler statunitense
- 1994 - Sarah Hendrickson, ex saltatrice con gli sci statunitense
- 1994 - Arjan Knipping, nuotatore olandese
- 1994 - Carley Mijović, cestista australiana
- 1994 - Lionel Mpasi, calciatore francese
- 1994 - Gonçalo Paciência, calciatore portoghese
- 1994 - Saszan, cantante polacca
- 1994 - Jesse Puts, nuotatore olandese
- 1994 - Carla Sehn, attrice svedese
- 1994 - Batzul Ulziisaikhan, lottatore mongolo
- 1994 - Ulrich Wohlgenannt, saltatore con gli sci austriaco
- 1995 - Ehab Amin, cestista egiziano
- 1995 - Madison Cawthorn, politico statunitense
- 1995 - Jason Cummings, calciatore scozzese
- 1995 - Egor Danilkin, calciatore russo
- 1995 - Alessandro Deiola, calciatore italiano
- 1995 - Alessia Afi Dipol, ex sciatrice alpina italiana
- 1995 - Tiago Esgaio, calciatore portoghese
- 1995 - Fousheé, cantautrice statunitense
- 1995 - Garrett Gerloff, pilota motociclistico statunitense
- 1995 - Arvis Greene, pallavolista statunitense
- 1995 - Wolke Janssens, calciatore belga
- 1995 - Kim Moon-hwan, calciatore sudcoreano
- 1995 - Hiroyuki Mae, calciatore giapponese
- 1995 - Leah Neale, nuotatrice australiana
- 1995 - Nick Olij, calciatore olandese
- 1995 - Tina Punzel, tuffatrice tedesca
- 1995 - Beatrice Rigoni, rugbista a 15 italiana
- 1995 - Július Szöke, calciatore slovacco
- 1995 - Grigorij Tarasevič, nuotatore russo
- 1995 - Funa Tonaki, judoka giapponese
- 1995 - Marina Silva Tuono, bobbista brasiliana
- 1995 - Alex Varnyú, pattinatore di short track ungherese
- 1995 - Denis Ventúra, calciatore slovacco
- 1995 - Aira Villegas, pugile filippina
- 1995 - Elizabeth Wathuti, attivista keniota
- 1995 - Jun Woong-tae, pentatleta sudcoreano
- 1995 - Hein Thiha Zaw, calciatore birmano
- 1996 - Luxolo Adams, velocista sudafricano
- 1996 - Katie Boulter, tennista britannica
- 1996 - Cyrille Eliezer-Vanerot, cestista francese
- 1996 - Edu Expósito, calciatore spagnolo
- 1996 - Mario Flores, giocatore di football americano spagnolo
- 1996 - Drita Islami, ostacolista macedone
- 1996 - Emma Jørgensen, canoista danese
- 1996 - Chimphonique Miller, cantante e attrice statunitense
- 1996 - Lou Roy-Lecollinet, attrice francese
- 1996 - Yeonwoo, attrice sudcoreana
- 1997 - Kévin Aymoz, pattinatore francese
- 1997 - Biljana Dudova, lottatrice bulgara
- 1997 - Sergio Higuita, ciclista su strada colombiano
- 1997 - Jayce Johnson, cestista statunitense
- 1997 - Yomif Kejelcha, mezzofondista etiope
- 1997 - Moses Koech, mezzofondista keniota
- 1997 - Miquel Pons, pilota motociclistico spagnolo
- 1997 - Marie Schölzel, pallavolista tedesca
- 1997 - Aleksandra Wolczyńska, lottatrice polacca
- 1998 - Javi Alonso, calciatore spagnolo
- 1998 - Marwan Ateya, calciatore egiziano
- 1998 - Dana Evans, cestista statunitense
- 1998 - Zian Flemming, calciatore olandese
- 1998 - Khamani Griffin, attore statunitense
- 1998 - Tawin Hanprab, taekwondoka thailandese
- 1998 - Nahid Kiani, taekwondoka iraniana
- 1998 - Eric Loeppky, pallavolista canadese
- 1998 - Ma Zhenxia, marciatrice cinese
- 1998 - Čingiz Magomadov, calciatore russo
- 1998 - Zinedin Mustedanagić, calciatore bosniaco
- 1998 - Nils Toms Puriņš, calciatore lettone
- 1998 - Amelia Smart, sciatrice alpina canadese
- 1999 - Caterina Ambrosi, calciatrice italiana
- 1999 - Aina Ayuso, cestista spagnola
- 1999 - Christoph Baumgartner, calciatore austriaco
- 1999 - Kamiel Bonneu, ciclista su strada belga
- 1999 - Ruby Bower, tuffatrice britannica
- 1999 - Julia Hickelsberger-Füller, calciatrice austriaca
- 1999 - John Iredale, calciatore australiano
- 1999 - Nicolò Martinenghi, nuotatore italiano
- 1999 - Pedro Mendes, calciatore portoghese
- 1999 - Lazar Nikolić, calciatore serbo
- 1999 - Diego Porfírio, calciatore brasiliano
- 1999 - Quinty Sabajo, calciatrice olandese
- 1999 - Jota Silva, calciatore portoghese
- 1999 - Sara Zabarino, giavellottista italiana
- 2000 - Snoop Conner, giocatore di football americano statunitense
- 2000 - Karl Fabien, calciatore francese
- 2000 - Malin Gut, calciatrice svizzera
- 2000 - Tre Hawkins III, giocatore di football americano statunitense
- 2000 - Kim Chae-won, cantante e ballerina sudcoreana
- 2000 - Antonio Natalucci, calciatore dominicano
- 2000 - Gervásio Olivera, calciatore uruguaiano
- 2000 - Lil Loaded, rapper statunitense († 2021)
- 2000 - Jana Tyščenko, pistard russa
- 2000 - Remina Yoshimoto, lottatrice giapponese

## XXI secolo(37)
- 2001 - Emmanuel Addai, calciatore ghanese
- 2001 - Scottie Barnes, cestista statunitense
- 2001 - Loris Bianchi, nuotatore sammarinese
- 2001 - Louis Geyer, giocatore di football americano tedesco
- 2001 - Jesús Hernández, calciatore messicano
- 2001 - Kirill Kosarev, calciatore russo
- 2001 - Jessica Kähärä, altista finlandese
- 2001 - Iker Losada, calciatore spagnolo
- 2001 - Gabriel Pereira dos Santos, calciatore brasiliano
- 2001 - Franco Pérez, calciatore uruguaiano
- 2001 - Martina Tomaselli, calciatrice italiana
- 2001 - Anatolij Trubin, calciatore ucraino
- 2001 - Henri Uhlig, ciclista su strada, ciclocrossista e pistard tedesco
- 2002 - Daniela Dejori, combinatista nordica e ex saltatrice con gli sci italiana
- 2002 - Alejandro Francés, calciatore spagnolo
- 2002 - Dominik Kocsis, calciatore ungherese
- 2002 - Oona Laurence, attrice statunitense
- 2002 - Lin Yanhan, sincronetta cinese
- 2002 - Lin Yanjun, sincronetta cinese
- 2002 - Matea Nikolić, cestista macedone
- 2002 - Anne-Marie Padurariu, ginnasta canadese
- 2002 - Nick Page, sciatore freestyle statunitense
- 2002 - Patric Åslund, calciatore svedese
- 2002 - Çağla Şimşek, attrice turca
- 2003 - Gabrijel Cvanciger, pallavolista croato
- 2003 - Matthew Golden, giocatore di football americano statunitense
- 2003 - Məhəmməd Muradlı, scacchista azero
- 2004 - Alfie Devine, calciatore inglese
- 2004 - Dariq Whitehead, cestista statunitense
- 2004 - Chusrav Toirov, calciatore tagiko
- 2004 - Emmanuel Wanyonyi, mezzofondista keniota
- 2005 - Thomas Chaix, sciatore alpino francese
- 2005 - Yarin Levi, calciatore israeliano
- 2005 - Tomoyuki Matsushita, nuotatore giapponese
- 2005 - Julia Tannheimer, biatleta tedesca
- 2006 - Filip Živković, calciatore croato
- 2010 - Jude Hill, attore britannico

## Senza anno specificato(2)
- Mell, cantante giapponese
- Kanoko Sakurakoji, fumettista giapponese